# Atlètic Club d'Escaldes
Atlètic Club d'Escaldes är en fotbollsklubb i Escaldes-Engordany i Andorra, grundad 2002. Klubben spelar i Andorras högsta division Primera Divisió.

## Meriter
- Primera Divisió: 0

- Copa Constitució: 1

2022
- Supercopa de Andorra: 0

## Färger
Atlètic Club d'Escaldes spelar i blå trikåer, bortastället är blå och vit.
| Atlètic Club d'Escaldes | Atlètic Club d'Escaldes |

### Trikåer
| ? | ? | Grana · 2016–2019 | Blå · sedan 2019/20 |

## Placering tidigare säsonger
| Säsong  | Nivå | Liga            | Placering | Referens | Notering |
| ------- | ---- | --------------- | --------- | -------- | -------- |
| 2015/16 | 2    | Segona Divisió  | 3         | [ 1 ]    |          |
| 2016/17 | 2    | Segona Divisió  | 4         | [ 2 ]    |          |
| 2017/18 | 2    | Segona Divisió  | 2         | [ 3 ]    |          |
| 2018/19 | 2    | Segona Divisió  | 1         | [ 4 ]    |          |
|         |      |                 |           |          |          |
| 2019/20 | 1    | Primera Divisió | 6         | [ 5 ]    |          |
| 2020/21 | 1    | Primera Divisió | 4         | [ 6 ]    |          |
| 2021/22 | 1    | Primera Divisió | 4         | [ 7 ]    |          |
| 2022/23 | 1    | Primera Divisió | 1         | [ 8 ]    |          |
| 2023/24 | 1    | Primera Divisió | 3         | [ 9 ]    |          |

## Trupp
Uppdaterad: 21 april 2022
<...>